# Jaffa

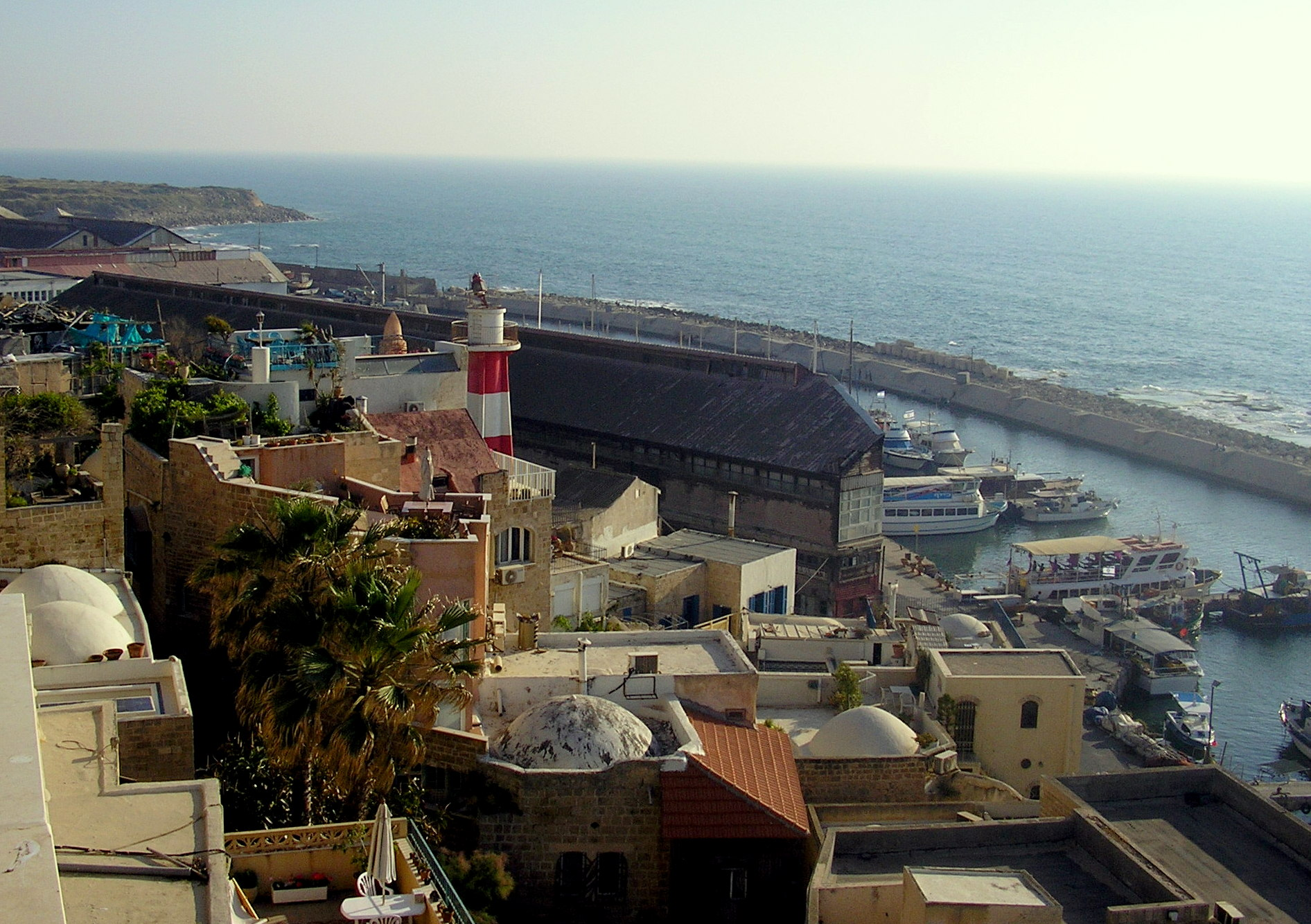
Jaffa hamn

Jaffa (hebreiska: יפו, Jafo; arabiska: يافا Yāfā; även Japho, Joppa) är en historisk hamnstad vid Medelhavet, belägen i dagens Israel, som i modern tid inkorporerats som en del av staden Tel Aviv. Jaffa nämns flera gånger i Bibeln och var enligt berättelsen om profeten Jona den stad varifrån han tog ett skepp mot Tarsis för att undvika sitt uppdrag att profetera för folket i Nineve. Jaffa var en viktig stad i Mellanöstern redan före Tel Avivs och senare staten Israels grundande. Under korstågstiden utgjorde grevskapet Jaffa ett vasalldöme lydande under kungadömet Jerusalem.
Den 7 mars 1799 erövrades staden av general Napoleon Bonaparte, vars trupper där avrättade 2 000 tillfångatagna albaner.
Vid 1900-talets början hade Jaffas befolkning ökat betydligt, och nya förstäder grundades längs kustremsan. De nya judiska förstäderna norr om Jaffa inordnades 1909 i den nya staden Tel Aviv.
Enligt FN:s delningsplan 1947 skulle Jaffa förbli en arabisk enklav mitt i den judiska staten längs med kusten, men under kriget efter Israels självständighetsförklaring intogs staden av israeliska trupper. En del av den arabiska befolkningen flydde, men andra, och företrädesvis fattigare delar av befolkningen i Jaffas gamla stad, blev kvar och utgör kärnan i dagens arabiska befolkning i staden. De arabiska flyktingarna har inte kunnat återvända och de eller deras avkomlingar lever nu utspridda, delvis i flyktingläger.
Det moderna Jaffa har en befolkning sammansatt av judiska, kristna och muslimska grupper. Jaffas gamla stad har ännu sin egen ålderdomliga karaktär och är ett turistmål men är sedan 1950 administrativt integrerat i storstaden Tel Aviv-Jaffa.
Eftersom Jaffa var den hamnstad genom vilken citrusfrukter traditionellt skeppades för exportmarknaderna har stadens namn även kommit att tjäna som varumärke för israelisk frukt som till exempel apelsiner, citroner och lime. Varumärket används även på licens av tillverkare av exempelvis läsk (med smaker som Jaffa-Apelsin och Jaffa-Lime) (se Jaffa (läskedryck)).